# اردوان چهارم
اردوان چهارم (زبان پارتی:𐭓𐭕𐭐𐭍) که در تاریخ‌نگاری کهن اردوان پنجم نامیده می‌شود، واپسین شاهنشاه اشکانی در میانه ۲۱۳ تا ۲۲۴ میلادی بود. پس از شکست اردوان چهارم در نبرد هرمزدگان، دولت اشکانی از بین رفت و جای خود را به دودمان ساسانی داد.

## سالشمار
- ۲۱۶ میلادی: تاجگذاری اردوان چهارم به عنوانِ شاهنشاه ایران.[۱]
- ۲۸ آوریل ۲۲۴ میلادی: شکست و کشته شدن اردوان چهارم به دست اردشیر بابکان حاکم پارس (بعداً اردشیر یکم ساسانی) در نبرد هرمزدگان و پایان شاهنشاهی ۴۷۱ ساله اشکانیان.[۱]

## رسیدن به شاهی

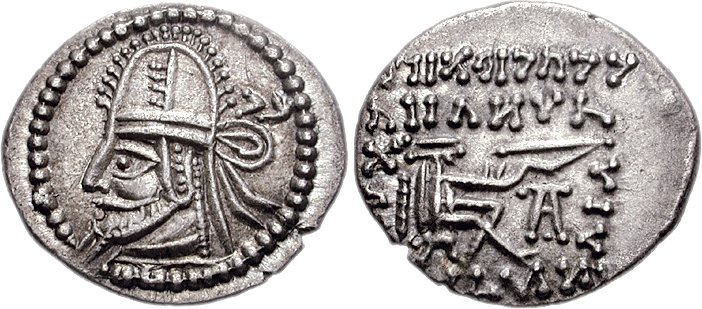
درخم اردوان چهارم، ضرب هگمتانه

پس از مرگ بلاش پنجم میان دو پسر او به نام‌های بلاش ششم و اردوان چهارم برای رسیدن به شاهی نزاع درگرفت. در ابتدا بلاش به شاهی رسید، ولی در سال ۲۱۳ میلادی اردوان قیام کرد و توانست نفوذ خود را افزایش دهد، تا جایی که برای بلاش ششم فقط بخشی از بابل باقی ماند. از این زمان به بعد می‌توان با اطمینان اردوان چهارم را شاه ایران دانست.

## نبرد با روم

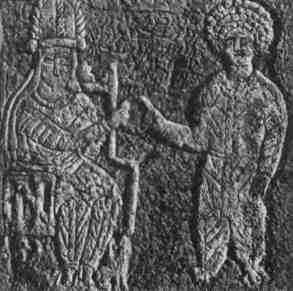
سنگ‌نوشته‌ای از معماری شوش، اردوان چهارم (چپ) و فرماندارش کاوازاک (راست)

پس از این که اردوان چهارم قدرت خود را پایسته کرد، کاراکالا قیصر وقت روم سفیری را به همراه هدایای زیاد به دربار اردوان فرستاد و خواستار ازدواج با دختر او شد و وانمود کرد که با این کار قصد دوستی و صلح با دولت اشکانی را دارد. اردوان به خاطر وضع ناآرام داخلی که از زمان مرگ بلاش یکم دامنگیر خاندان اشکانی شده بود و نبردهای بسیار که در این دوران میان دو کشور درگرفته بود و ویرانی‌هایی که به خاطر شکست ایرانیان در این نبردها در بخش غربی ایران به وجود آمده بود، خواهان صلح و آرامش بود و این درخواست کاراکالا را پذیرفت.
اردوان شاد از اینکه نبردهای ویرانگر میان ایران و روم می‌رفت تا با این پیوند پایان پذیرد، جشنی بزرگ تدارک دید و از همهٔ بزرگان دعوت کرد و آمادهٔ پذیرایی از کاراکالا و همراهانش شد. کاراکالا که توطئه گسترده‌ای را سازمان داده بود، با سپاهی گران روانهٔ ایران شد. هنگامی که اردوان و همراهانش به جهت خوش‌آمدگویی به محل استقرار رومیان رفتند، رومیان آنان را غافلگیر کردند و به آن‌ها یورش بردند و بسیاری از ایرانیان را که فاقد هر گونه سلاحی بودند، کشتند، ولی اردوان توانست از این مهلکه جان سالم به در برد. کاراکالا پس از این کار زشت و ناجوانمردانه‌اش در سال ۲۱۷ میلادی در نزدیکی حران کشته شد.
اردوان برای انتقام‌گیری سپاهی گرد آورد، ولی پیش از رسیدن به مرز ایران و روم نمایندگان ماکرینوس جانشین کاراکالا به آن‌ها رسیدند و خواستار آشتی میان دو دولت شدند. در این گفتگوها اردوان خواستار ترک میان‌رودان توسط رومیان و پرداخت غرامت از طرف ایشان به دولت ایران شد. رومیان این پیشنهادها را نپذیرفتند و به دنبال آن نبردی دیگر میان ایران و روم درگرفت. (که از آن به عنوان نبرد نصیبین در تاریخ یاد شده‌است) اشکانیان در این پیکار پراهمیت از روش جنگ و گریزی که مخصوص آن‌ها بود و به کمک آن در نبردهای بزرگی مانند نبرد حران پیروز شده بودند، بهره بردند. دو روز آغازین نبرد هیج یک از دو سپاه بر دیگری چیره نشد ولی در روز سوم سپاه ایران کاملاً پیروز شد. رومیان در پی این شکست درخواست صلح نمودند و حاضر به پرداخت غرامتی سنگین به اشکانیان شدند. رومیان درخواست دیگر اردوان مبنی بر تخلیه میان‌رودان را رد کردند و دولت اشکانی چون با بحران‌های بسیاری روبه‌رو بود، از این درخواست خود چشم‌پوشی کرد.

## انحطاط اشکانیان و کشته شدن اردوان چهارم

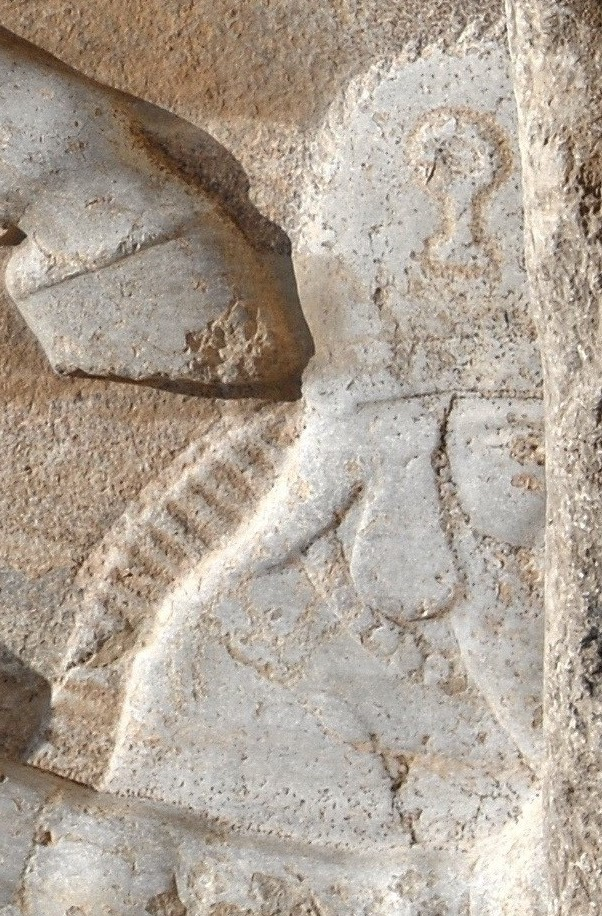
سنگ‌نگاره اردوان چهارم در زیر پای اسب اردشیر بابکان؛ سنگ‌نگاره اهورامزدا و اردشیر بابکان، نقش رستم

اشکانیان پس از مرگ بلاش یکم یعنی از سال ۷۸ میلادی همواره دچار نبردهای داخلی بودند که برخی میان اعضای خاندان اشکانی برای رسیدن به شاهی و برخی دیگر بر اثر شورش‌های فرمانروایان محلی بود. این مشکلات داخلی، اشکانیان را به مرور زمان ضعیف کرد. در این دوران رومیان که اشکانیان را دچار آشوب‌های داخلی می‌دیدند، از فرصت استفاده می‌کردند و پیاپی دست به تهاجم به مرزهای ایران می‌زدند. به غیر از نبردی که اردوان چهارم با رومیان کرد، در همهٔ نبردهایی که در این دوره میان ایران و روم درگرفت، برتری با رومیان بود و آنان در همهٔ این نبردها خرابی‌های زیادی را باعث شدند. این مشکلات بحران‌های اقتصادی را نیز دربرداشت؛ ارزش پول اشکانیان به شدت پایین آمد. به این ترتیب در زمان پادشاهی اردوان چهارم دولت اشکانی از همه نظر آمادهٔ سقوط بود.
اردوان کوشش بسیاری برای نجات دولت اشکانی کرد، ولی سرانجام این تلاش‌ها بی‌نتیجه ماند. وی پس از این که مشکل رومیان را -همان‌طور که گفته شد- از میان برداشت، دچار شورش‌های گوناگونی در مناطق مختلف ایران شد. او بر بیشتر این شورش‌ها فایق آمد و شورشگران را از میان برداشت، ولی شورشی که در پارس صورت گرفت، سرانجام به شاهنشاهی اشکانی پایان داد. این شورش در سال ۲۲۰ میلادی و به دست اردشیر بابکان آغاز شد. مصاف اردشیر و یارانش با اردوان چهارم و فرمانروایان ایالت‌ها چندین سال به درازا کشید. اردشیر ابتدا مناطقی در شرق ایران مانند کرمان را مورد تاخت قرار داد و سپس به ماد و آدیابن حمله کرد و آنجا را نیز به زیر پرچم خود آورد. هنگامی که اردشیر و یارانش آغاز به درنوردیدن میان‌رودان کردند اردوان چهارم به مقابله با آنان پرداخت، ولی در سه نبرد پشت سر هم شکست خورد. اردوان احتمالاً از زمان اعلام حکومت خودمختار اردشیر در سال ۲۲۴ دیگر پادشاه ایران به‌شمار نمی‌آمد. مرگ یا به روایتی کشته شدن اردوان چهارم بین سال‌های ۲۲۴ و ۲۲۶ میلادی در تاریخ ثبت شده‌است و با مرگ او شاهنشاهی اشکانی رسماً پایان یافت. به این ترتیب شاهنشاهی اشکانی جای خود را به ساسانیان داد.

### مقاومت‌های پس از اردوان
پس از مرگ اردوان و سقوط شاهنشاهی اشکانی به دست اردشیر ساسانی هنوز هم مقاومت‌های بازماندگان اشکانیان فروکش نکرده بود. مهم‌ترین این مقاومت‌ها از سوی بلاش ششم و آرتاوازد بود. ارتوازد در بلندی‌های غرب و مرکز ایران به مبارزه ادامه می‌داد؛ ولی سرانجام اردشیر توانست بر تمامی این مقاومت‌ها چیره شود و دولت اشکانیان را به‌طور کامل براندازد.

### نظام ساسانی و تخریب بنیادهای اشکانی
اردشیر بابکان ساسانی به‌عنوان یک فرد سیاسی و مانند دیگر سیاستمندان، به منظور اینکه بتواند اصول عقاید مذهبی و در نتیجه سیاسی خودش را جلوه مند نماید، نیاز داشت با نفی گذشته به تخریب شاخصه‌های فرهنگی و تشکیلاتی آنها نیز بپردازد. دولتمردان جدید ساسانی تلاش نمودند جامعهٔ ایرانی را متقاعد نمایند که سلطنتی مشروع، جایگزین دوران اختلال و اختلاف عصر پایانی نظام اشکانیان گردیده‌است. برای ایجاد چنین اندیشه‌ای، همه قدرت تبلیغاتی نظام ساسانی به‌کار گرفته شد تا در چنین مسیری تفکر ایرانیان را به‌سوی دولت تازه هدایت نماید و تغییر سلطنت از شاهنشاهی اشکانی به ساسانیان، به‌مثابه یک مأموریت مذهبی بر عهده اردشیر بابکان نهاده شد و «از قول اخترشماران» به اردوان چهارم، آخرین شاه اشکانی، تحول آینده را چنین تضمین نمود که «کدخدایی و پادشاهی نو به پیدایی آید و بسی سر خدا را بکشد و کیهان  باز یک خدایی آورد». ناگفته پیداست که آنچه اخترشماران پیش‌بینی می‌نمودند در واقع خواست دولتمردان ساسانی بوده است که پس از سقوط دولت اشکانی پدید آمدند و بیشتر از «پیش‌بینی» سقوط دولت اشکانیان به یک بهانهٔ ایدئولوژیک شبیه است.